# العلاقات الأرمينية الكورية الشمالية
العلاقات الأرمينية الكورية الشمالية هي العلاقات الثنائية التي تجمع بين أرمينيا وكوريا الشمالية.

## مقارنة بين البلدين
هذه مقارنة عامة ومرجعية للدولتين:
| وجه المقارنة                                              | أرمينيا                    | كوريا الشمالية                        |
| --------------------------------------------------------- | -------------------------- | ------------------------------------- |
| المساحة (كم2)                                             | 29.74 ألف                  | 120.54 ألف                            |
| عدد السكان (نسمة)                                         | 2.93 مليون                 | 25.49 مليون                           |
| الكثافة السكانية (ن./كم²)                                 | 98.52                      | 211.47                                |
| العاصمة                                                   | يريفان                     | بيونغيانغ                             |
| اللغة الرسمية                                             | لغة أرمنية                 | لغة كوريا الشمالية القياسية ‏          |
| العملة                                                    | درام أرميني                | وون كوري شمالي                        |
| الناتج المحلي الإجمالي (بليون دولار)                      | 11.54 مليار                |                                       |
| الناتج المحلي الإجمالي (تعادل القوة الشرائية) بليون دولار | 25.41 مليار                |                                       |
| الناتج المحلي الإجمالي الاسمي للفرد دولار أمريكي          | 3.49 ألف                   |                                       |
| الناتج المحلي الإجمالي للفرد دولار أمريكي                 | 8.07 ألف                   |                                       |
| مؤشر التنمية البشرية                                      | 0.743                      |                                       |
| رمز المكالمات الدولي                                      | +374                       | +850                                  |
| رمز الإنترنت                                              | .am، .հայ ‏                 | .kp                                   |
| المنطقة الزمنية                                           | ت ع م+04:00، توقيت أرمينيا | ت ع م+08:30، ت ع م+08:30، ت ع م+09:00 |

## منظمات دولية مشتركة
يشترك البلدان في عضوية مجموعة من المنظمات الدولية، منها:
| علم المنظمة | اسم المنظمة              | تاريخ انضمام أرمينيا | تاريخ انضمام كوريا الشمالية |
| ----------- | ------------------------ | -------------------- | --------------------------- |
|             | يونسكو                   | 9 يونيو 1992         | 18 أكتوبر 1974              |
|             | الاتحاد البريدي العالمي  | ?                    | ?                           |
|             | الأمم المتحدة            | 2 مارس 1992          | 17 سبتمبر 1991              |
|             | الاتحاد الدولي للاتصالات | 30 يونيو 1992        | ?                           |

## وصلات خارجية
- موقع وزارة الخارجية الأرمينية
- موقع وزارة الخارجية الكورية الشمالية